# Carl Heneghan
O professor Carl James Heneghan (nascido em janeiro de 1968) é um clínico geral britânico, epidemiologista clínico e membro do Kellogg College. Ele é o diretor do Centro de Medicina Baseada em Evidências da Universidade de Oxford e Editor-chefe do BMJ Evidence-Based Medicine. Heneghan é um dos fundadores do AllTrials, uma iniciativa internacional que exige que todos os estudos sejam publicados e os seus resultados reportados. Em 2013, ele foi eleito para o Health Service Journal como um dos 100 líderes clínicos mais influentes da Inglaterra.